# Tecnam
Tecnam (nombre comercial de S.R.L. Costruzioni Aeronautiche Tecnam) es un fabricante aeronáutico italiano situado en Capua, Italia. La empresa tiene como principales actividades la fabricación de piezas para otros constructores aeronáuticos y la fabricación de su propia gama de aeronaves ligeras.
Surge en 1948 de la mano de los hermanos Pascale, Giovanni y Luigi, justo el mismo año que vieron su primer diseño construido: el Partenavia Astore. Hoy en día se ha convertido en una de las marcas líderes de aviación general y ultraligera en todo el mundo y cuenta con más de 4.500 aeroplanos operando por todo el mundo. De hecho, la NASA ha escogido el Tecnam P2006T como base para la construcción del X-57, su primer avión eléctrico.  
Cuenta con más de 60 distribuidores en todo el mundo, siendo Tecnam Air su principal distribuidor en España, localizado en la provincia de Zaragoza. Sus aviones se han convertido en una de las marcas de referencia tanto para los amantes de la aviación como para las escuelas de vuelo. En España, casi medio centenar de escuelas de aviación han optado por incorporar aviones Tecnam a su flota para impartir sus clases y formar tanto a pilotos particulares que desean obtener la licencia de ultraligeros para su uso privado como pilotos comerciales. La facilidad de uso y de aprendizaje, así como su seguridad, hacen de Tecnam la marca con más presencia en las escuelas del país.  

## Productos
- Tecnam P92 Eaglet
- Tecnam P92 Echo Super/Classic
- Tecnam P92 Echo Light
- Tecnam P92 Echo Classic Deluxe
- Tecnam P92 JS
- Tecnam P96 Golf
- Tecnam P2002 Sierra
- Tecnam P2002 Sierra MKII
- Tecnam P2002 Sierra Deluxe
- Tecnam P2002 JF
- Tecnam P2004 Bravo
- Tecnam P2006T Very Light Twin
- Tecnam P2006T MRI
- Tecnam P2008
- Tecnam P2010
- Tecnam P2012 Traveller

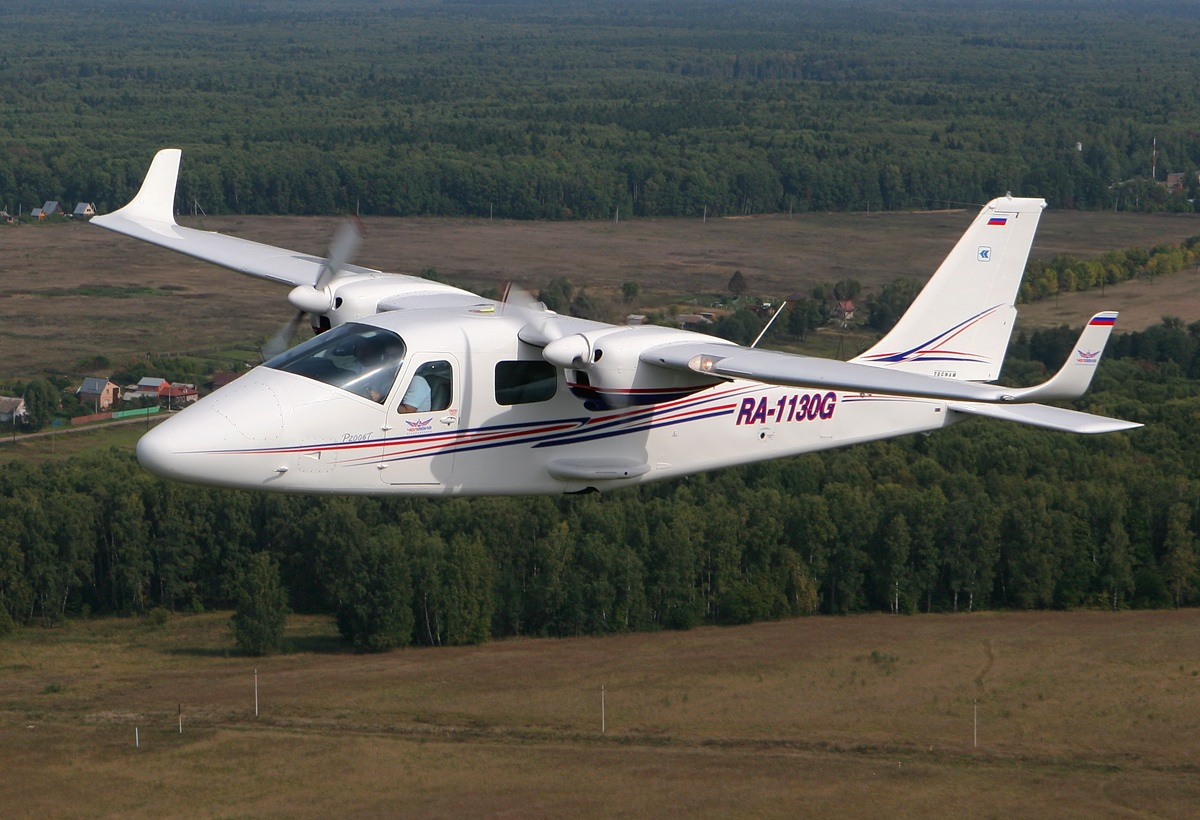
Tecnam P2006T.

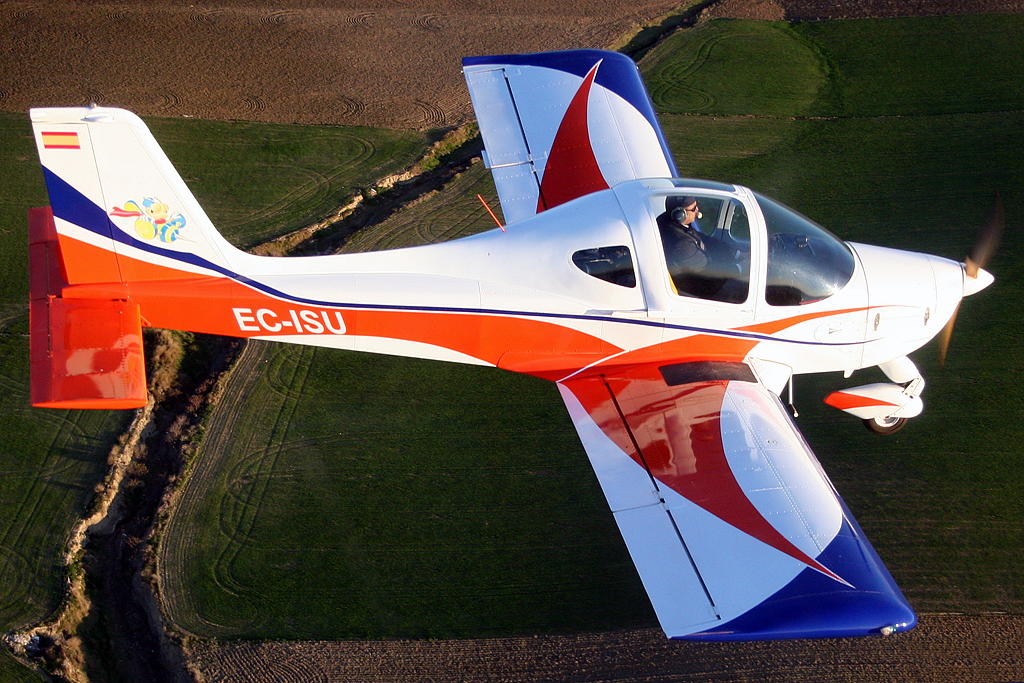
Tecnam P96

- Tecnam MMA (Multi Mission Aircraft)